# شبيبة بجاية
تأسس نادي شبيبة بجاية عام 1936 اسمه الكامل هو الشبيبة الرياضية الإسلامية لمدينة بجاية وهو نادي من مدينة بجاية, ملعبه هو ملعب الوحدة المغاربية الذي يتسع لأكثر من 22 ألف متفرج ورغم عراقة النادي لكنه لم يحقق سوى لقب واحد وهو الكأس الجزائرية أمام وداد تلمسان بضربات الترجيح شارك في بطولة القسم الأول 9 مرات أبرز إنجاز له في البطولة الوطنية هو احتلاله للمركز الثاني مرتين على التوالي سنة 2011 و 2012 . والمركز الثالث مرتين كذلك

## الإنجازات
- 2008: كأس الجمهورية
- 2005: وصيف البطل (القسم الثاني)
- 2009: وصيف كأس الكؤوس الشمال الإفريقية
- 2011: وصيف البطل (القسم الأول)
- 2012: وصيف البطل (القسم الأول)
- 2010: نهائي كاس شمال افريقيا